# We Are the Heroes
We Are the Heroes är en musiksingel från den vitryska musikgruppen Litesound. Låten representerade Vitryssland vid Eurovision Song Contest 2012 i Baku i Azerbajdzjan. Den är skriven av bröderna Dmitry och Vladimir Karyakin, två av Litesounds medlemmar. Låten framfördes i den andra semifinalen den 24 maj. Bidraget lyckades dock inte kvalificera sig för finalen.
Låten slutade på andra plats i EuroFest 2012, landets nationella uttagning, efter "All My Life" av Aljona Lanskaja. Den 24 februari 2012 meddelade BTRC att Litesound skulle ta Lanskajas plats som landets representant i Baku.
En ny version av låten från den som framfördes i den nationella finalen spelades in under mars månad. Litesound tog hjälp av den grekiska producenten Dimitris Kontopoulos för att framställa den nya versionen för Eurovision. Den nya versionen släpptes den 18 mars.

## Versioner
1. "We Are the Heroes" – 2:59[6]
2. "We Are the Heroes" (karaokeversion) – 2:59[7]